# Elvira Fernández, vendedora de tienda
 Elvira Fernández, vendedora de tienda es una película de Argentina en blanco y negro dirigida por Manuel Romero según su propio guion que se estrenó el 1 de julio de 1942 y que tuvo como protagonistas a Paulina Singerman, Juan Carlos Thorry, Tito Lusiardo y Sofía Bozán.

## Sinopsis
La hija de un millonario que había ingresado de incógnito como vendedora de su tienda para investigar sobre algunas injusticias, encabeza una huelga y consigue para sus compañeros las mejoras que perseguían.

## Reparto
- Paulina Singerman ... Elvira Fernández / Elvira Durand
- Juan Carlos Thorry ... Raúl Campos
- Tito Lusiardo ... Gorostiaga
- Sofía Bozán ... Sara
- Enrique Roldán ... Luis
- Carmen del Moral ... Dora
- Elena Lucena ... Pepita
- Alberto Terrones ... Pedro Durand
- Juan Mangiante
- Julio Renato ... Batistella
- Salvador Sinaí
- Miguel Di Carlo
- Óscar Savino
- Juan Gamboa
- Fernando Campos
- Marga Landova ... María Román

## Comentarios
El Heraldo del Cinematografista dijo que “está… excelentemente logrado el movimiento huelguístico…Hay pasajes cómicos eficaces en todo el film”, la crónica de La Nación opinó que “es fácil reconocer, especialmente en las escenas de mayor éxito reidero,… la mano del realizador…Ha logrado un planteó eficaz… su acción suficientemente ágil” y Manrupe y Portela escribieron :

”un tema social al servicio de la comedia. Otro vehículo de Romero para Singerman, que sería interesante redescubrir en su cruce de divertimento  y realidad.”